# Massimina
Massimina est une frazione située dans la zone « O » 20 A-B de la ville de Rome, au Latium, en Italie.

## Histoire
La frazione se situe dans la zone « O » 20 A-B.
En mai 2009, l'hypothèse de construire un stade de football pour l'A.S. Roma est envisagée.